# Zdradzona miłość
Zdradzona miłość (hiszp. Amar otra vez) – meksykańska telenowela wyprodukowana przez Televisę w 2004 roku. W rolach głównych Irán Castillo i Valentino Lanús.

## Obsada
- Irán Castillo – Rocío Huertas Guzmán / Rocío Álvarez Del Villar Miranda
- Valentino Lanús – Daniel Suárez González / Daniel Montero Suárez
- Angélica María – Balbina Eslava
- Vanessa Guzmán – Verónica Santillán Vidal
- Lourdes Munguía – Estela Bustamante de Montero
- Margarita Magaña – Brenda Montero Bustamante
- Rafael Amaya – Fernando Castañeda Eslava
- Nuria Bages – Esperanza Suárez González
- Guillermo García Cantú – Guillermo Montero
- Carlos de la Mota – Sergio Santillán Millán
- Roberto Ballesteros – Julio Morales Ponce
- Eduardo Rivera – Ismael Pardo Iglesias
- Julio Camejo – Mateo Santillán Vidal
- Marcia Coutiño – Zoila Medina Castillo
- Gabriela Cano – Molly Chamorro Beltrán
- Mario Casillas – Manuel Chamorro Gutiérrez
- Isabel Martínez "La Tarabilla" – Laureana
- Patricia Martínez – Zenaida
- Anastasia – Adriana Candamo Rivadeneyra
- Ana Martín – Yolanda Beltrán
- Maribel Palmer – Fabiola Pineda Montoya
- Chela Castro – Antuca Ropolo viuda de Moya
- Marisol Mijares – Janet Chamorro Beltrán
- Maribel Fernández – Lucy Vidal
- Juan Imperio – Oscar Murguía
- Carmelita González – Lidia
- Carlos Espejel – Edilberto
- Rebeca Mankita – Peggy
- Arsenio Campos – Javier
- Carmen Becerra – Sandra Murguía Navarro
- Rodrigo Mejía – Gustavo Medina Castillo
- Jaime Lozano – Carrillo
- Justo Martínez – Padre Danilo
- Javier Ernez – Félix
- Roberto Miquel – Diego Gamba
- Maripaz García – Irma
- Marco Méndez – Gonzalo
- Lucy Tovar – Blanca
- Ricardo Vera – Juez
- Arturo Barba – Santiago
- Iliana de la Garza – Hortensia
- Polly – Josefina
- Juan Carlos Serrán – Bonifacio
- Gerardo Gallardo – Wilfredo
- Alberto Estrella – Alberto
- Ricardo Silva – Alfonso
- Patricia Martínez – Capitana Martha Quintanilla
- Catalina López – Milagros
- Fidel Zerda – Pepe
- Martín Rojas – Toño
- Adriana Barraza – Camelia
- Carmelita González – Lidia
- Claudia Elisa Aguilar – Ofelia
- Alejandra Jurado – Rebeca
- Rosenda Bernal – Sonia
- Adalberto Parra – Carlos
- Salim Rubiales – Eduardo
- Javier Ruán – Simón Quintanilla
- Roberto Freyria – Wally
- Arturo Paulet – Coronel
- Tania Vázquez – Modelo
- Carlos Samperio
- Andrés Puentes – Bruno
- Thelma Dorantes – Lourdes
- Luis Reynoso – Tte. Larios

## Wersja polska
W Polsce telenowela była emitowana w telewizji TVN7. Opracowaniem wersji polskiej zajęło się ITI Film Studio dla TVN. Autorem tekstu była Karolina Władyka. Lektorem serialu był Mirosław Utta. Najbardziej charakterystycznym utworem w telenoweli była piosenka z czołówki serialu Hoy, wykonana przez Glorię Estefan.   